# آي بود كلاسيك
آي بود كلاسيك (بالإنجليزية: iPod classic)‏ والذي كان معروف باسم آي بود قبل الإصدار السادس هو عباره عن جهاز موسيقى محمول تم تصنيعه بواسطة شركة أبل وحتى الآن يوجد 6 أصدارات منه.

## روابط أخرى
- الصفحة الرسمية للآي بود كلاسيك من موقع أبل